# 境界のないセカイ
『境界のないセカイ』（きょうかいのないセカイ）は、幾夜大黒堂による漫画作品。当初はウェブ媒体の「マンガボックス」にて連載され、第15話で打ち切りになった後、KADOKAWAの少年漫画雑誌『月刊少年エース』に移籍し、2015年6月号から2016年4月号まで連載された。
2021年には、とある人物の性転換経験を本作のキャラに差し替えて描いた作品「境界のムコウへ： あるMtFとアテンドの性転換体験記」も発表された。

## 概要
成人誌でTSFや女装ものを多く手掛けている作者による一般向け作品。医療技術の進歩により、人々は18歳時に「性選択制度」で自身の性別を自由に変更出来る近未来を舞台にしている。この設定自体は2009年から2010年にかけてCOMICペンギンクラブに連載していた成年漫画『境目のない世界』（単行本は2011年に『性転換教室』のタイトルで出版）が元となっている。

### 打ち切りの経緯
2014年中に講談社からの単行本化が決定、その作業も完了していた。しかし、2015年3月に講談社が「表現上の問題」から単行本の発売中止を決定した。これによりマンガボックス側の収益見込みが立たなくなり、連載の打ち切りが決定した。幾夜は講談社のこの決定について、引いて見た立場からは理解できるとしつつも、同時に弱腰であるともして批判している。
また当初、作中第5話で登場する「女性なら男性と恋するのが普通でしょう?」という台詞がLGBT団体から問題視されるのを恐れたのではないかという見方もあったが、LGBT人権団体のひとつ「レインボー・アクション」は同月、この作品の内容は差別表現にあたらない事を確認する旨および連載打ち切りの事態に抗議する旨の声明を出した。
講談社では社内で検討した結果、この件についての公式声明は出さないことが決定されている。なお、マンガボックス編集長の樹林伸によれば、経緯は作者のブログにあった通りだとしている。

### 出版社変更・移籍・連載再開について
2015年4月2日に、同年4月26日発売の月刊少年エース（KADOKAWA角川書店BC）2015年6月号より連載開始、そして単行本第1巻が同年4月26日に発売されることが発表された。単行本第1巻には第9話までが掲載され、第10話から連載が再開されると発表された。なお、連載再開に際してあらすじの紹介特集が掲載されるとともに第10話・第11話が連続掲載されており、これはマンガボックス連載版の第10話 - 第12話分に相当する。

## ストーリー
舞台は近未来の日本。医学の発達によって人間の性を完全に変更することが可能になり、18歳以上の国民は持って生まれた性を維持するか、別の性に変更するかを選択することが出来る「性選択制度」が導入されている。性を変更した場合、身体機能も完全に異性のものに変更となり、例えば、男性から女性に変更した場合は、生理になったり妊娠できるようになったりする。性の選択権は基本的人権の1つとして認められており、学校でもきちんと教育されている。

### 内田啓子編
ある日、大槻勇次の家に1歳年上の従兄弟の内田啓太郎が訪ねてくる。しかし、啓太郎は18歳になったのを機に女性へと性を変更し、内田啓子となっていた。啓子はしばらく勇次の家に滞在することとなるが、仲の良かった従兄弟がいきなり女性になったこと、そして自分の身近に年が近い異性がいることに戸惑う。そんな勇次を啓子は翻弄する。
啓子の付き添いで医療センターに行った勇次は性の変更を擬似体験し、女性になることがいかに大変かを知る。そんな思いをしてまでなぜ、啓太郎は性の変更をおこなったのかを勇次が探るうち、啓太郎が実は勇次の兄の洋介を慕っていることを知る。いつの間にか自分が啓子に惹かれていたことを自覚しながらも、勇次は啓子に洋介に思いを伝えるよう促す。

### 本城聡美編
本城聡美は勇次の幼馴染で、今は勇次が通う高校の野球部のマネージャーをしている。ある日、強豪校との練習試合でピッチャーが手の故障で降板し、勇次の推薦で聡美がピッチャーを務めることになる。たまたま強豪校の選手を見学するために練習試合に見にやってきたプロ野球のスカウトは聡美に着目し、「男性に性を変更し、プロ野球の選手を目指さないか」と聡美に勧める。聡美は勇次の応援もあり、男性への変更を選択する。しかし、啓子は「今ならまだ引き返せる」として「勇次に思いを打ち明け、勇次に受け入れられたら性の変更を中止するべき」と忠告する。揺れる聡美はある日、勇次に愛を告白してしまう。聡美の気持ちを知り、そのことに思い悩む勇次だが、聡美はそこまで思ってくれたことで思いを吹っ切る。
7月、再選択を果たし名を改めた聡美（さとよし）を加えて地区予選はベスト4まで進みつつも準決勝で敗退し、彼の再選択後最初の挑戦は終わった。

### 橘高晶輝編
夏休みが終わったころ、勇次たちが通う学校に橘高晶輝という美少女が転校してくる。晶輝は幼いころ、勇次と聡美の遊び友達であり、晶輝の引っ越しで離ればなれになっていた。また、晶輝は勇次の初恋の相手であった。勇次と聡美は晶輝との再会を喜ぶが、2人は彼女の言動に違和感を感じる。やがて、晶輝の真実を知るため、勇次と聡美は晶輝の祖父を尋ねるが、そこで意外な事実を知らされる。実は男の子を欲していた晶輝の母は、日本より規制が緩い国で強制的に晶輝の性転換手術をおこない、晶輝は男の子になっていたのだ。母の死後、晶輝は日本に帰国し、女の子に戻る手術を受けることを希望するが、「晶輝の性転換手術に使われた旧型の分子機械（ナノマシン）は自己消滅機能を持っておらず、人工的に全てを取り出すこともできないので、女性に性転換しても男性に戻ってしまう」と医師から告げられる。絶望した晶輝は自殺をはかり、勇次は晶輝の苦悩の深さを知る。勇次は分子機械を人工的にすべて取り除く技術を持つ研究機関を探してまわるが、そのような技術を持つ機関は存在しなかった。しかし、そのような技術を開発している大学が存在することを知った勇次は、その大学に進学し、晶輝を女性に戻す技術を開発することを誓う。

## 登場人物
大槻勇次（おおつき ゆうじ）
本作の主人公。17歳。高校二年生で来年には大学受験を控えている。（その後、三年生に進級）高校では野球部に所属し、キャッチャーを務めている。啓子を女の子として意識し、次第に惹かれていくが、啓子の想い人が洋介と知った後は啓子の背中を押す形で啓子の告白を促した。聡美から好意を寄せられているが、全く気がついておらず、聡美が男性への変更を選択し、プロ野球選手を目指した時も素直に応援した。一時、聡美と相思相愛になり、聡美はプロ野球の道を断念して、勇次と付き合うが、「プロ野球の道を断念して、後悔しながら付き合うのはお互いに不幸になる」として男性となることを選び、その後は友人として聡美と接した。
　初恋の相手である晶輝と再会後、晶輝への恋心を再燃させ、「晶輝が女の子に戻ったら付き合おう」と約束する。しかし、現代の医学では晶輝が女性に戻ることは不可能であると知り、晶輝を女性に戻すために、旧型の分子機械を人工的に全て除去する技術を開発する大学に進学し、「晶輝を女性に戻す。それがダメだったら、自分が女性になる」と約束して、晶輝と付き合うようになる。ラストで晶輝と結婚して子どもをもうけていることが示唆されているが、晶輝が女性に戻れたのか、勇次が女性となったのかは不明である。
内田啓子（うちだ けいこ）
本作のヒロインの一人。12月4日生まれ。18歳。B型。167cm。57kg。大学生。勇次の従姉。性選択制度で性別を男から女に再選択した。変更前の名前は啓太郎。定期的に両親の仕事の関係で勇次の家に泊まりに来ている。無邪気に戸惑う勇次をからかっている。実は勇次の兄の洋介を慕っており、洋介と結ばれるために性の変更をおこなった。勇次に背中を押される形で洋介に思いを伝え、受け入れられた。
本城聡美（ほんじょう さとみ → ほんじょう さとよし）
本作のヒロインの一人。4月24日生まれ。17歳。163cm。62kg。勇次たちのマンションの隣に住んでいる幼なじみの女の子。勇次と同じ高校に通っており、野球部のマネージャーを務めている。勇二に好意を持っていることをそれとなく伝えているがなかなか伝わらない。啓子の過去の姿は勇二の家へ啓子（啓太郎）が何度か訪れていたことから互いに見知っており、啓子と勇二がデートをしていた時の誤解が解けた後は啓子に対して女の子としてのレクチャーを積極的におこなった。
幼いころに勇次に野球の面白さを教えられ、今では野球部のマネージャーを務める一方、アマチュアの女子リーグにも参加しており、野球の実力は男子に劣らない。練習試合でピッチャーの代理として登板したことで、プロ野球のスカウトの目に止まり、男子に性を変更した上でプロ野球選手を目指すよう勧誘される。一時は女性のまま、勇次と結ばれることを決心するが、プロ野球への道を後悔しながら付き合うと互いに不幸になるとして、最終的に男性に性転換する道を選ぶ。その後、有名なプロ野球選手となり、夢を実現した。
橘高晶輝（きったか あきら）
本作のヒロインの一人。10月3日生まれ。18歳。A型。170cm。56kg。転校生。勇次や聡美の幼馴染。元々は女子だったが、男の子を望んでいた母親に海外（性選択の規制が日本より緩い国）で男子に性転換させられる。母の死後、祖父に引き取られてからは肉体的な性別は隠して暮らし、18歳になったら再々選択を行う予定だったが、術前検査で自己破壊機能を持たない旧型の体質変更ナノマシンが体内に数を保った状態で残留しており、器官の移植をしたとしても肉体の男性化が起こることが判明する。元の性別に戻れないことに絶望するが、ナノマシン無効化の研究をしている大学に進んで「自分が研究を完成させて見せる。間に合わなければ自分が女になる」と一念発起した勇次と結ばれる。
大槻洋介（おおつき ようすけ）
勇次の兄。23歳。大学で研究をしている。専攻は材料工学。性の変更に偏見を持っておらず、啓子の想いを受け入れた。
母さん
勇次と洋平の母親。おおらかな性格で啓子の性変更に動ずることもなく啓子を息子達と同じ部屋に布団を並べて寝させている。

## 用語
性選択制度
医療技術の発展に伴い、ナノマシン・ホルモン剤による体質変更とiPS細胞から作られた器官の移植で生殖能力も獲得できる性転換が可能となり、その結果基本的人権に「性別を選べる権利」が追加され、制定された。18歳以上の希望者は前述の処置を受けて戸籍上の性別を変更できるようになり、これを「再選択」と呼称している。これらの性選択手術は保険が適用される。基本的な処置・術式は確立しているが、細かい部分はいまだに技術的熟成期間であり、処置後も不測の事態に備えた定期検診は欠かせない面もある。
社会的には整備が進められており、医療施設ではVR装置によって異性の感覚を知ることができる「体験コーナー」も設置されている。
単純に自身が望む性別への転換だけではなく、将来の職業を考慮した上で再選択を考える者や、夫婦で再選択を行い妊娠・出産の経験を分かち合う者もいる。その反面、大衆レベルでは再選択した人を「ニセモノ」呼ばわりしたり、「生まれ持った性別を絶対視した反対運動」を行う市民団体も存在する。
異性への変更を選択した場合、手術まで1ヶ月間、準備期間が設けられる。この準備期間は猶予期間でもあり、この間に前述のホルモン剤やナノマシンによる体質変更を行い、それによって男性なら胸が膨らみ始めて体毛が薄くなり、身体の線が若干柔らかくなる。女性の場合はまず胸が引っ込み始めるが、そう極端にごつくなる訳ではない。この時点なら性変更の中止を申し出ることが出来る。

## 単行本情報
- 幾夜大黒堂 『境界のないセカイ』 KADOKAWA角川書店BC〈角川コミックス・エース〉全3巻

1. 2015年4月25日発売、ISBN 978-4-04-103352-4
2. 2015年7月25日発売、ISBN 978-4-04-103444-6
3. 2016年4月26日発売、ISBN 978-4-04-104071-3

- 『境界のムコウへ: あるMtFとアテンドの性転換体験記』Independently published（出版）、J Web Creation (著), 幾夜大黒堂  (イラスト)

2021年10月29日発売、ISBN 979-8-75-553025-5